# ザボドフスキー島

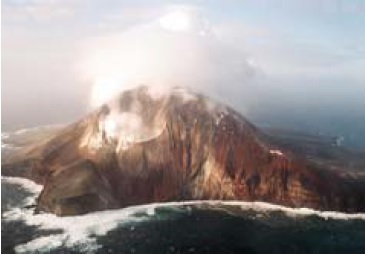
アスフィクシア山

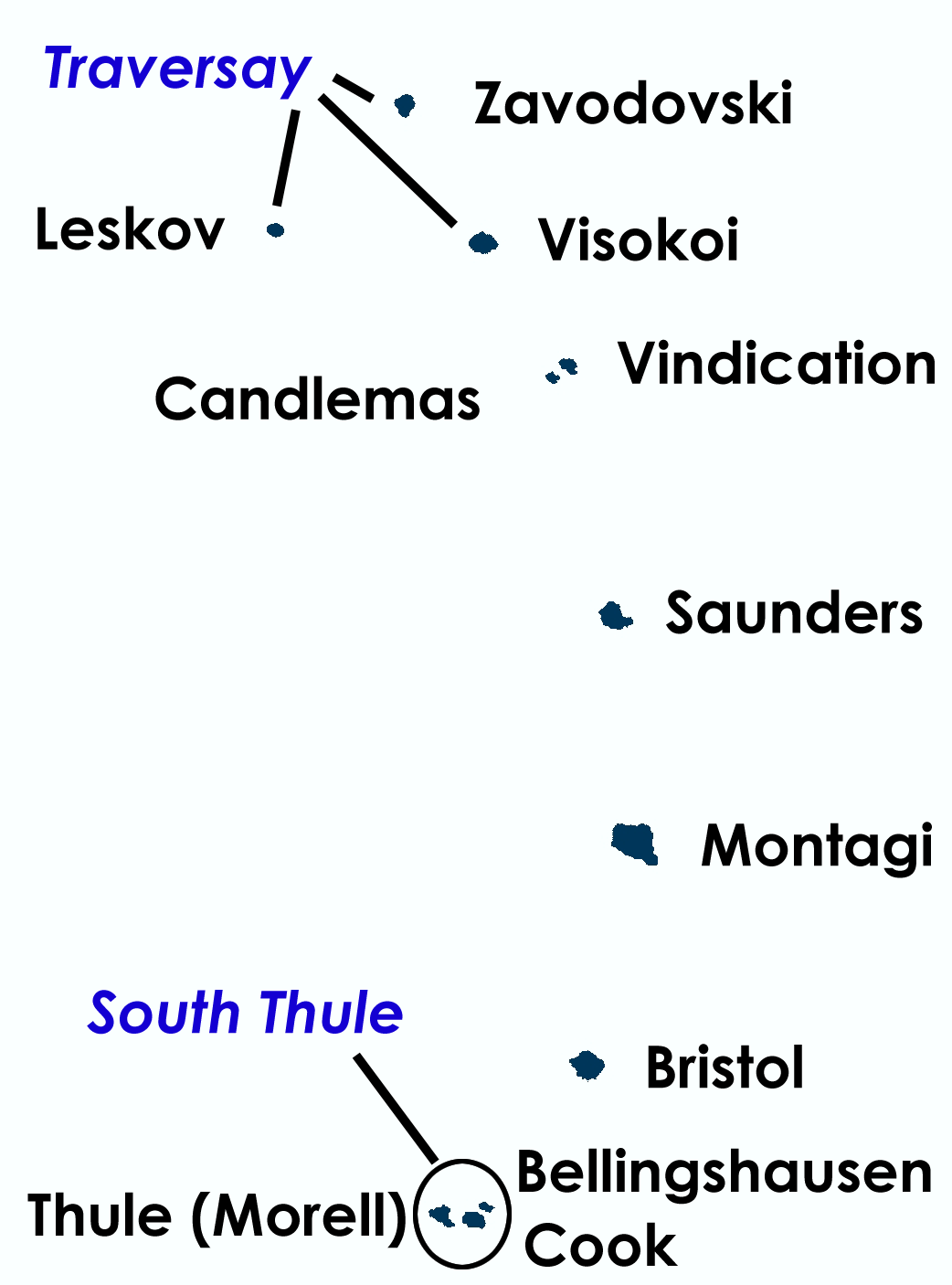
サウスサンドウィッチ諸島

ザボドフスキー島 (英語: Zavodovski Island) とは、イギリス領サウスジョージア・サウスサンドウィッチ諸島のトラバーシー諸島の最北端に位置する火山性の無人島である。サウスジョージア島の350 km南東に位置する。最高峰は標高551 mのアスフィクシア山。

## 歴史
1819年ロシア帝国の冒険家ファビアン・ゴットリープ・フォン・ベリングスハウゼンによって発見された。島名は船長であったLieutenant Ivan Zavodovskiの名に由来する。